# Lipovec pri Škofji vasi
Lipovec pri Škofji vasi je naselje u slovenskoj Općini Celju. Lipovec pri Škofji vasi se nalazi u pokrajini Štajerskoj i statističkoj regiji Savinjskoj. 

## Stanovništvo
Prema popisu stanovništva iz 2002. godine naselje je imalo 35 stanovnika.